# Erich Lifka
Erich Lifka (Viena, 16 de marzo de 1924 - ibídem, 22 de abril de 2007) fue un escritor, periodista y traductor austriaco. Lifka, que como autor literario se dedicó principalmente a la poesía y los relatos, además fue uno de los publicistas homosexuales más activos de Europa tras la II Guerra Mundial.
Lifka escribió, entre otros, bajo los seudónimos: Theo Blankensee, Hans Hagen, Dr. Erich Klostermann, Georg Rotheisen y Karlheinz Santner.

## Vida y obra
Lifka fue al Gymnasium en Viena. A pesar de que de muy joven se uniese a las ilegales juventudes comunistas, fue reclutado por el ejército en 1942 tras terminar su Abitur y se decidió por una carrera como oficial. En 1943 fue detenido por sus contactos con partisanos y condenado a muerte. Con ayuda de un amigo oficial, que destruyó el acta de su condena, consiguió sobrevivir.
Tras el fin de la Guerra,  estudió en la Universidad de Viena Filologías modernas y Periodismo, consiguiendo el título de traductor e intérprete de inglés y francés. Entre 1956 y 1959 publicó tres libros de pomas, que consiguieron buenas críticas. Por su segundo libro de poesía, Die Flut rückt vor (1957; «La marea avanza»), Lifka consiguió el Premio Literario de la Ciudad de Viena.
El resto de la obra literaria y periodística de Lifka fue publicada casi sin excepción en revistas, antologías y documentaciones homosexuales. A principios de la década de 1950 pùblicó por primera vez artículos sobre la situación de los homosexuales en Austria en la revista danesa Vennen (El amigo). Poco después era colaborador de todas las revistas homosexuales de en lengua alemana. La colaboración con la revista políglota suiza Der Kreis–Le Cercle–The Circle fue especialmente intensa, con cuyos redactores, Karl Meier y Rudolf Jung, le unía una estrecha amistad. Trabajaba además como corresponsal y redactor para revistas escandinavas e italianas.
Las contribuciones de Lifka para estas revistas abarcan un amplio espectro, desde historias de amor románticas, novelas cortas trágicas, relatos históricos o poesía activista comprometida, que reflejan la realidad vital de los hombres homosexuales, bajo la constante amenaza de la moral pública, las autoridades estatales y la justicia, y desarrolló escenas y situaciones en las que encuentros íntimos y relaciones amorosas entre hombres eran posibles a pesar de todas las resistencias externas. Acontecimientos históricos y recuerdos autobiográficos formaban a menudo el telón de fondo de sus historias, como por ejemplo el Juliputsch en Austria, los círculos solidarios de homosexuales durante la República de Weimar, el nazismo o sus experiencias en la guerra, así como los juicios contra homosexuales en la República de Austria de la década de 1950.
A principios de la década de 1960 Lifka comenzó a distanciarse de la imagen del homosexual conservador que se propagaba en las páginas de las revistas gais de la posguerra. Comenzó a escribir historias que contenían descripciones pornográficas de encuentros homosexuales, que se pudieron publicar en países escandinavos a partir de la década de 1960, con la modificación de las leyes de protección a menores, y también en las revistas gais de Alemania a partir de la década de 1970. Con el detective Larry Dawe creó además en esta época uno de los primeros héroes gais del género policíaco.
En 1954 y 1958 Lifka fue juzgado por crímenes contra el artículo 129 del código penal, que condenaba las relaciones homosexuales entre hombres, y fue sentenciado a 4 y 8 meses de trabajos forzados respectivamente. Durante los procesos y su tiempo de prisión, Lifka recibió el apoyo de prominentes publicistas y juristas austriacos, entre ellos el del abogado, y más tarde Ministro de Justicia por dos veces, Christian Broda. Un tercer proceso contra Lifka en 1969 fue sobreseído poco antes de la novelización del artículo 129.
Además de textos literarios, Lifka escribió y tradujo innumerables artículos sobre las actividades culturales y políticas del movimiento homófilo europeo, así como sobre la historia de la homosexualidad. A principios de la década de 1980, Lifka trabajó en varias publicaciones con el historiador de la sexualidad Joachim S. Hohmann sobre la historia de la literatura gai; entre ellas, una antología de historias cortas gais traducida por él y una historia de la revista Der Kreis. Hohmann publicó en 1980 con el título Freundesliebe («Amor de amigo») una selección de cuentos y poemas, así como textos autobiográficos de Lifka. 
Erich Lifka falleció en 2007 en Viena, tras una larga enfermedad. Fue incinerado por deseo propio en el Cementerio central de Viena y el 8 de marzo de 2007 fue enterrado el cementerio Ober Sankt Veiter, estando presentes solo un pequeño círculo de amigos.

## Obra

### Libros (sin traducciones)
- Erich Lifka: Rufer in der Nacht. Gedichte, Wien: Europa-Verlag 1956
- Erich Lifka: Die Flut rückt vor. Neue Gedichte, Wien: Verlag für Jugend und Volk 1957
- Erich Lifka: Ahnung und Zeichen. Die dritte Gedichtsammlung, Wien: Verlag für Jugend und Volk 1959
- Die Tigerfalle. Homosexuelle Kurzgeschichten aus Amerika, England und Frankreich, ed. Joachim S. Hohmann. TRaducido al alemán por Erich Lifka, Frankfurt/Main, Berlín: Foerster 1980, 2ª. ed. 1982
- Erich Lifka: Freundesliebe. Aus dem Leben eines Homophilen, ed. y con un epílogo de Joachim S. Hohmann, Frankfurt/Main, Berlín: Foerster-Verlag 1980
- Der Kreis. Erzählungen und Fotos, recopilado, seleccionado y ed. por Joachim S. Hohmann. Bajo colaboración de Erich Lifka, Frankfurt/Main, Berlín: Foerster-Verlag 1980
- Erich Lifka: Larry Dawe jagt heiße Boys. Homosexuelle Kriminalgeschichten, Berlín: Foerster-Verlag 1982
- Erich Lifka: Der P. D. Wie Österreich den 3. Weltkrieg auslöste, Bisamberg: Rundblick-Verlag 1988

### Colaboración en revistas (selección)
Amigo (Copenhague, década de 1960) - Die Freundschaft (Hamburgo, década de 1950) - Die Gefährten (Fráncfort del Meno, década de 1950) - Der Kreis (Zúrich, décadas de 1950 y 1960) - Der Ring (década de 1950) - Der Weg (Hamburgo, décadas de 1950 y 1960) - Pikbube (Berlín, década de 1970) - Vennen (Kopenhagen, décadas de 1940 y 1950) - him (década de 1970)

### Colaboración en antologías (selección)
- Erich Lifka: Die Hotelratte (relato), en: Männerfreundschaften. Die schönsten homosexuellen Liebesgeschichten der vergangenen siebzig Jahre, ed. Joachim S. Hohmann, Frankfurt/Main: Foerster 1979, p. 78-92
- Erich Lifka: Licht in der Nacht. Eine Wiener Skizze (relato), en: Der Kreis. Erzählungen und Fotos (véase arriba), p. [33-37]
- Erich Lifka: In modo antico (poema); Bambi. Eine Gefängniserinnerung an Österreich (relato), en: Entstellte Engel. Homosexuelle schreiben, ed. Joachim S. Hohmann, Frankfurt/Main: Fischer Taschenbuch Verlag 1983 (Fischer-Taschenbuch 5761), p. 143; p. 167-172
- Erich Lifka: [Título desconocido], en: Männer mag man eben. Das schwule Lesebuch Österreich, ed. Andreas Brunner, Andreas und Hannes Sulzenbacher, Wien: Löcker 2001, ISBN 3-85409-347-0